# Chloe Hawthorn
Chloe Charlotte Hawthorn  (nacida el 17 de agosto de 2002) es una niña actriz británica de Havering conocida por interpretar el papel principal de Matilda Wormwood en Matilda the Musical, con el que compartió papel con Lucy-Mae Beacock, Hayley Canhma, Elise Blake, Cristina Fray y Lara Wollington.
Hawthorn vive en Essex y asiste al Beverly Marks Stage School. Hawthorn estaba en el reparto oroginar de la producción de West End de The Wizard of Oz y apareció en la grabación original. En agosto de 2012, Hawthorn tomó el papel de Matilda en Matilda the Musical, tomando el relevo de Cleo Demetriou, Jade Marner, Isobelle Molloy y Eleanor Worthington Cox. Hawthorn terminó de interpretar a Matilda el 1 de septiembre de 2013 y en la 100º Royal Variety Performance Hawthorn interpretó parte de la canción "Naughty". Ella también presentó los Oliviers de 2013 junto a Lara Wollington, Elise Blake y Cristina Fray. Entonces se unió al reparto de El gran gigante bonachón en 2014 en el Birmingham Rep junto a Madeleine Haynes y Lara Wollington terminando su obra a principios de 2015.